# Editto Doria Pamphili

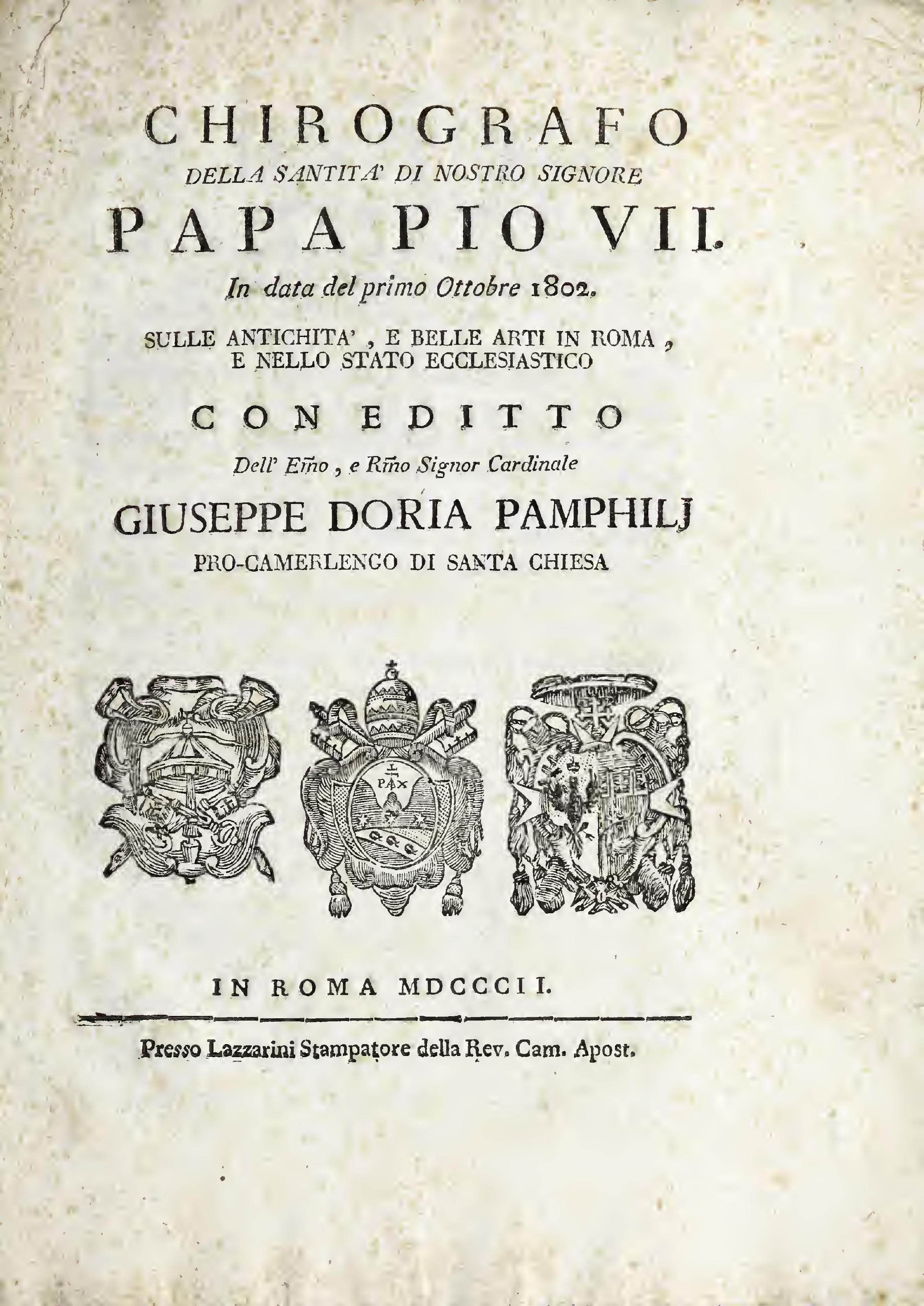
La prima pagina dell'editto

L'editto Doria Pamphili fu un editto emesso il 1º ottobre del 1802 dal cardinale Giuseppe Maria Doria Pamphilj a nome del papa Pio VII, editto, dedicato alla protezione delle opere d'arte.
Lo scopo dell'editto era la tutela soprattutto delle opere di arte antica, ma anche opere di altri periodi storici.
Era vietata qualsiasi esportazione al di fuori dei confini dello Stato Pontificio di sculture, rilievi e dipinti antichi (greci e romani). Era inoltre vietato rimuovere i mosaici dalle pareti, spostare obelischi, urne, iscrizioni, sarcofagi, ecc.
La pena prevista per il trasgressore era una multa pari a circa 500 ducati, 5 anni di carcere, oltre a punizioni fisiche secondo il parere del Camerlengo.
Fu creato l'Ufficio dell'Ispettore delle Belle Arti e del Commissario dei Monumenti.